# María López Valdés
María López Valdés (Zaragoza, 28 de junio de 1978) es una neurocientífica española, cofundadora de Bitbrain, una empresa de neurotecnología que desarrolla equipos electroencefalográficos y biosensores, con aplicaciones en el mercado del neuromarketing y la estimulación cognitiva.

## Trayectoria
Se licenció en Matemáticas, al igual que sus padres.  Se doctoró en Ingeniería Computacional en la Universidad de Zaragoza gracias a su tesis sobre el aprendizaje automático, es decir, lo que las máquinas pueden aprender. También finalizó el Máster en Administración de Empresas (MBA) en IE Business School y realizó diferentes estancias de investigación en el extranjero como en la Iowa State University (Estados Unidos) o en la Albert-Ludwigs-Universität Freiburg (Alemania), de 3 y 8 meses respectivamente.
Ejerció como profesora ayudante en el departamento de Informática e Ingeniería de Sistemas de la Universidad de Zaragoza (2002-2010), es ponente habitual en foros de la innovación, investigación científica o emprendimiento, y colabora como investigadora y docente en varias entidades académicas como la Iowa State University, el Imperial College de Londres, la Universidad de Bremen o el IE Business School.

## Bitbrain
Esta empresa, fundada por María y su socio Javier Mínguez en 2010, realiza estudios de neuromarketing y está especializada en colocar sensores en el cuerpo humano conectados con el cerebro y que permitan medir necesidades fisiológicas. Por ejemplo, esta empresa desarrolló la interfaz Brain-to-Vehicle, llevada a cabo con Nissan para mejorar la seguridad en la conducción, o el proyecto de investigación MoreGrasp, en el que se consiguió que personas con tetraplejia pudieran realizar movimientos con las extremidades.
Las soluciones de Bitbrain han servido como base a más de 1.500 estudios neurocientíficos y asesoran a empresas como L’Oreal, Johnson&Johnson, Disney, Seat, Nissan, Hero, Grupo Sonae o Telefónica.
La sede de esta empresa se encuentra en Zaragoza pero tiene presencia en más de sesenta países de todo el mundo.
Sus investigaciones principales se desarrollan en base a las siguientes aplicaciones: 
- Nuevas técnicas de investigación de mercados gracias a las cuales las marcas pueden conocer lo que piensa y siente el consumidor; los robots diseñados por Bitbrain recogen la información fisiológica que revela datos acerca del comportamiento humano (psicología, neurociencia, ergonomía, educación o el neuromarketing) sobre un producto.
- Mejorar las capacidades cognitivas, mediante entrenamientos cerebrales, de ancianos, personas con cierto deterioro cerebral o profesionales con altos niveles de estrés como directivos, deportistas de élite o jugadores de e-sports.[7] Estos ejercicios permiten mejorar la memoria, atención sostenida y velocidad de procesamiento o reacción.
- Diseñar tecnología a medida, como los dispositivos electrónicos en prendas (wearables), que sirvan para monitorizar las constantes vitales, los estados emocionales y mejorar el estado de salud de las personas.[8]

La empresa ha sido reconocida con el Premio Bioances de Genoma España y el premio “Empresa Revelación” otorgado por la revista Actualidad Económica, entre otros muchos.

## Premios y reconocimientos
María López está incluida en el 5º puesto del ranking de los «100 Economic Leaders for Tomorrow» del Instituto Choiseul en España y ha sido reconocida con más de 20 premios nacionales e internacionales por su visión estratégica e innovadora. De entre ellos destacan el premio Anita Börg de Google, el premio Iberoamericano a la Innovación concedido por la Secretaría General Iberoamericana y el Premio Empresaria del Año 2011 que otorga la Asociación Aragonesa de Mujeres Empresarias (ARAME) pero podemos citar otros muchos reconocimientos como: 
- Premio Banespyme-Orange del Instituto Español.
- Premio Bioances de Genoma España.
- Premio JEI de Fundación Zaragoza Ciudad del Conocimiento.
- Premio Concurso Idea de CEEI.
- Premio Innovación tecnológica de Asociación de Disminuidos Físicos de Aragón.
- Premio Emprendedor XXI Aragón 2012.
- Premio Aster 2012 al mejor emprendedor.
- Premio Emprendedores 2012 Fundación Everis.
- Premio Sociedad de la Información Aragón 2013 Empresa Junior.